# IRC-Client
Ein IRC-Client ist ein Instant-Messenger-Client, mit dem am Internet Relay Chat (IRC) teilgenommen werden kann.
Mit dem IRC-Client wird eine Verbindung zu einem IRC-Server hergestellt, der dann als Vermittlungsstation zwischen mehreren IRC-Clients dient, die auf diese Weise untereinander kommunizieren können. Die wesentliche Aufgabe des IRC-Client besteht darin, Gesprächsinhalte und Befehle in Form von Textzeilen vom Benutzer entgegenzunehmen und sie an den IRC-Server zu schicken. Ebenso werden Nachrichten anderer vom Server entgegengenommen und im IRC-Client dargestellt.
Eine typische Darstellungsform ist die eines mindestens zweiteiligen Fensters. In einem großen Bereich wird der Gesprächsverlauf dargestellt, in einer darunterliegenden Zeile werden Eingaben entgegengenommen. Viele IRC-Clients stellen für jeden Channel und jeden Privatchat (Query) ein separates zweiteiliges Fenster dar.

## Typen interaktiver IRC-Clients
Man kann dabei grob zwei Varianten von interaktiven IRC-Clients unterscheiden:
- Direkt ausführbare Programme: Diese werden unabhängig vom Webbrowser direkt auf dem Rechner ausgeführt, beispielsweise XChat. Diese Clients bieten meist einen deutlich größeren Funktionsumfang als die nachfolgend genannten Webchats. Eine Sonderstellung nahm ChatZilla ein, weil es sich dabei um ein Add-on für den Webbrowser Mozilla Firefox handelte, das in einem separaten Fenster lief.
- Webchats: Es wird eine Website aufgerufen, in der der Chat dargestellt ist. Die Verbindung zum IRC-Server wird entweder vollständig vom Webserver gesteuert, der laufend die Änderungen im Chat an den Browser weiterleitet (wie etwa bei Mibbit oder qwebirc), alternativ kann ein solcher Chat auch direkt vom User die Verbindungen aufbauen. Letzteres ist derzeit jedoch nur mithilfe externer Browser-Plug-ins wie Java-Applet (z. B. PJIRC) oder Flash realisiert worden. Webchats erleichtert vor allem für IRC-Neulinge den Einstieg, da zum Start nur der Aufruf einer Website notwendig ist.

Weiterhin gibt es noch in anderweitige Software eingebaute IRC-Clients, wie etwa im Computerspiel Unreal Tournament, oder in Webbrowsern wie in Opera oder im E-Mail-Client Mozilla Thunderbird.

## Automatisierte Clients (IRC-Bots)
Neben von Nutzern bedienten Clients gibt es für den Internet Relay Chat auch eine Reihe automatisiert agierender Bots, die sich auf dem gleichen Wege wie benutzergesteuerte IRC-Clients verbinden und selbsttätig oder auf Befehl bestimmte Aufgaben erledigen, wie beispielsweise das Mitprotokollieren von Chats. Bekannter Vertreter ist etwa Eggdrop.
Zeitweise werden Bots auch als Erweiterung zu normalen IRC-Clients, etwa mIRC, geschrieben, wodurch die Grenze zwischen selbsttätigendem Chatten durch den Nutzer und automatisierten Antworten verwischt.
Dabei gibt es neben simpler Befehlsverarbeitung auch IRC-Bots, die versuchen, menschliche Chatter zu imitieren und sich an längeren Konversationen zu beteiligen.

## Gängige IRC-Clients
Da IRC zu den etablierteren und älteren Standards im Internet zählt, ist die Auswahl an IRC-Clients heutzutage groß. Verbreitete Anwendungen sind:
- Windows: ChatZilla, Instantbird, irssi, KVIrc, Miranda IM, Miranda NG, mIRC, Nettalk, Opera, Pidgin, Quassel IRC, Smuxi, Trillian, XChat, HexChat, jIRC
- Unix/Linux: BitchX, ChatZilla, Empathy, Instantbird, ircII, irssi, Konversation, Kopete, KVIrc, Opera, Pidgin, Smuxi, Quassel IRC, WeeChat, XChat, HexChat
- Plan 9: irc7, ircc, ircrc
- Mac OS: Adium, ChatZilla, Colloquy, Instantbird, irssi, KVIrc, LimeChat, Opera, Quassel IRC, Smuxi, textual, Trillian, XChat (Aqua), HexChat
- AmigaOS: AmIRC, WookieChat
- Java-Applets: EIRC, PJIRC
- Webserver: CGI:IRC (Perl/CGI), qwebirc (Python, Ajax)
- Java: CBIRC, jIRCii
- Flash: lightIRC
- JavaScript: IRCCloud, jsircbot, mibbit, qwebirc
- Emacs Lisp: ERC, rcirc

Des Weiteren finden sich auch in Computer-Spielen integrierte IRC-Clients, beispielsweise in 0 A.D., verschiedenen Unreal-Tournament-Ausgaben, Uplink, War§ow, und ZDaemon.
Ebenso basiert die Chat-Funktion im Streamingdienst Ustream der Sony-Playstation 4 auf IRC, genau wie in Justin.tv.